# All your base are belong to us

La famosa scena del videogioco in cui CATS pronuncia la frase

La frase "All your base are belong to us" è un popolare meme di internet, basato su una erronea traduzione in inglese di un dialogo contenuto in Zero Wing, un videogioco giapponese.
Ripetuta a scopo goliardico attraverso i media, questa frase essenzialmente senza senso fece il giro del mondo, entrando dalla sottocultura dei videogiochi a quella della rete, e approdando infine persino in contesti diversi (per esempio programmi televisivi, letteratura, arte). La frase è talvolta abbreviata in "All your base" o "AYBABTU"; la si potrebbe tradurre in italiano (approssimativamente) come "tutta la vostra base sono appartengono a noi".

## Origine

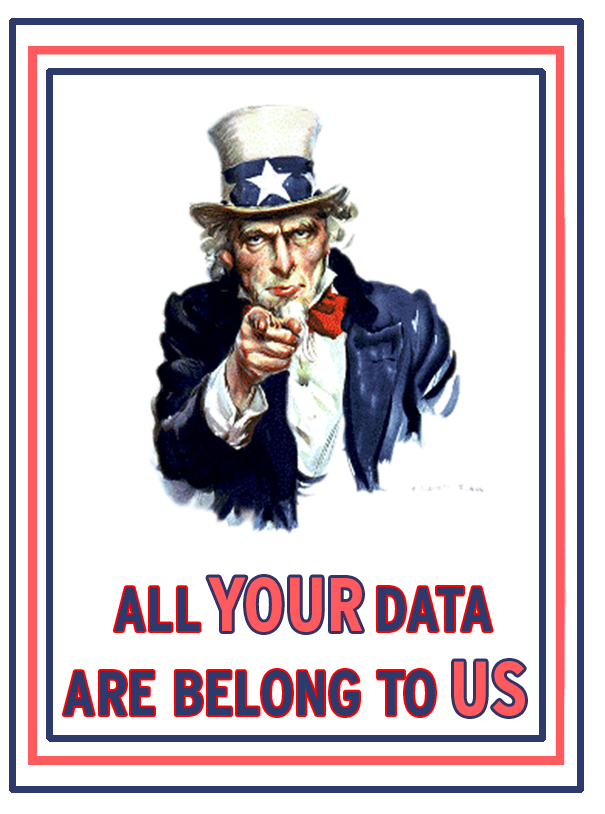
Un gioco di parole derivato dal meme "All your base are belong to us". I funzionari doganali degli Stati Uniti hanno l'autorità di esaminare il contenuto dei computer portatili turistici, che possono perfino confiscare per un periodo di tempo, senza dare una ragione.

L'origine del fenomeno è il dialogo della sequenza iniziale del port per Sega Mega Drive (versione europea) del videogioco Zero Wing (Toaplan 1989). Il testo completo del dialogo è riportato qui di seguito. Gli interlocutori principali sono il capitano di una nave sotto attacco, e un malvagio cyborg, omonimo portavoce dell'organizzazione aliena chiamata CATS. Gli "zig" che vengono citati successivamente sono i caccia che i buoni utilizzavano nel gioco, il cui nome suggerisce una crasi fra i nomi dei Mitsubishi Zero e dei MiG russi. Il dialogo comprende numerose frasi mal tradotte, ognuna delle quali è divenuta celebre, accanto alla più diffusa All your base are belong to us:
Narrator: In A.D. 2101, war was beginning.
Captain: What happen ?
Mechanic: Somebody set up us the bomb.
Operator: We get signal.
Captain: What!
Operator: Main screen turn on.
Captain: It's you!
CATS: How are you gentlemen!
CATS: All your base are belong to us.
CATS: You are on the way to destruction.
Captain: What you say!
CATS: You have no chance to survive make your time.
CATS: Ha Ha Ha Ha....
Operator: Captain!
Captain: Take off every 'Zig'!
Captain: You know what you doing.
Captain: Move 'Zig'.
Captain: For great justice.
Una possibile traduzione italiana:
(a causa della struttura della lingua inglese non tutte le frasi risultano 'assurde' o sgrammaticate)
Narratore: Nel 2101 d.C., guerra stava iniziando.
Capitano: Che succedere?
Meccanico: Qualcuno ha appostato noi la bomba.
Operatore: Abbiamo segnale.
Capitano: Cosa!
Operatore: Schermo Principale Accensione.
Capitano: Sei tu!
CATS: Come state signori!
CATS: Tutta la vostra base sono appartengono a noi.
CATS: Siete sulla via della distruzione.
Capitano: Cosa dici!
CATS: Non avete possibilità di sopravvivere fate il vostro tempo.
CATS: Ha Ha Ha Ha....
Operatore: Capitano!
Capitano: Decollare ogni 'Zig'!
Capitano: Sai cosa tu facendo.
Capitano: Muovere 'Zig'.
Capitano: Per grande giustizia.

## Testo originale
Il testo originale in giapponese è:
西暦２１０１年
戦いは始まった。
艦長：一体どうしたと言うんだ！
機関士：何者かによって、爆発物が仕掛けられたようです。
通信士：艦長！通信が入りました！
艦長：なにっ！
通信士：メインスクリーンにビジョンが来ます。
艦長：おっお前は！
ＣＡＴＳ：おいそがしそうだね、諸君。
ＣＡＴＳ：連邦政府軍のご協力により、君達の基地は、全てＣＡＴＳがいただいた。
ＣＡＴＳ：君達の艦も、そろそろ終わりだろう。
艦長：ばっばかなっ・・・！
ＣＡＴＳ：君達のご協力には感謝する。
ＣＡＴＳ：せいぜい残り少ない命を、大切にしたまえ・・・・。
ＣＡＴＳ：ハッハッハッハッハッ・・・
通信士：艦長・・・。
艦長：ＺＩＧ全機に発進命令！！
艦長：もう彼らに託すしかない・・。
艦長：我々の未来に希望を・・・
艦長：たのむぞ。ＺＩＧ！！
Una traduzione corretta sarebbe all'incirca la seguente:
Narratore: Nel 2101 d.C., stava iniziando la guerra.
Capitano: Ma che diavolo succede?
Meccanico: Sembra che qualcuno abbia piazzato cariche esplosive!
Operatore: Capitano! Trasmissione in entrata!
Capitano: Cosa!
Operatore: Lo schermo riceve un segnale visivo!
Capitano: Sei tu!
CATS: Salve signori, sembrate molto presi!
CATS: Con l'aiuto delle forze del Governo Federale, noi 'Cats' abbiamo il controllo di ogni vostra base!
CATS: Mi sembra che anche la vostra nave sarà presto distrutta...
Capitano: No! Non può essere!
CATS: Grazie mille per la vostra cooperazione.
CATS: Godetevi quegli ultimi istanti delle vostre vite.
CATS: Ha Ha Ha Ha....
Operatore: Capitano!
Capitano: Lanciate tutte le unità Zig!
Capitano: Non abbiamo altra scelta se non tentare con quelle!
Capitano: Zig...vi affidiamo ogni speranza per il nostro futuro!!

## Nascita del fenomeno
Pare che la prima apparizione di "All Your Base" sia stata su Something Awful ("qualcosa di orribile"), un sito web statunitense con contenuti umoristici vari (tra cui i "Chuck Norris facts"). Attraverso i forum di Something Awful iniziarono a circolare numerose immagini digitali ritoccate con la fatidica frase, dalle quali fu poi realizzato anche una celebre animazione in Flash. La versione originale del video si può scaricare dal sito  www.overclocked.org.. La versione più celebre dello stesso si deve però a The Laziest Men on Mars, ed è disponibile in linea presso  www.planettribes.com. URL consultato l'8 novembre 2017 (archiviato dall'url originale il 28 dicembre 2013)..

## Ramificazioni del fenomeno

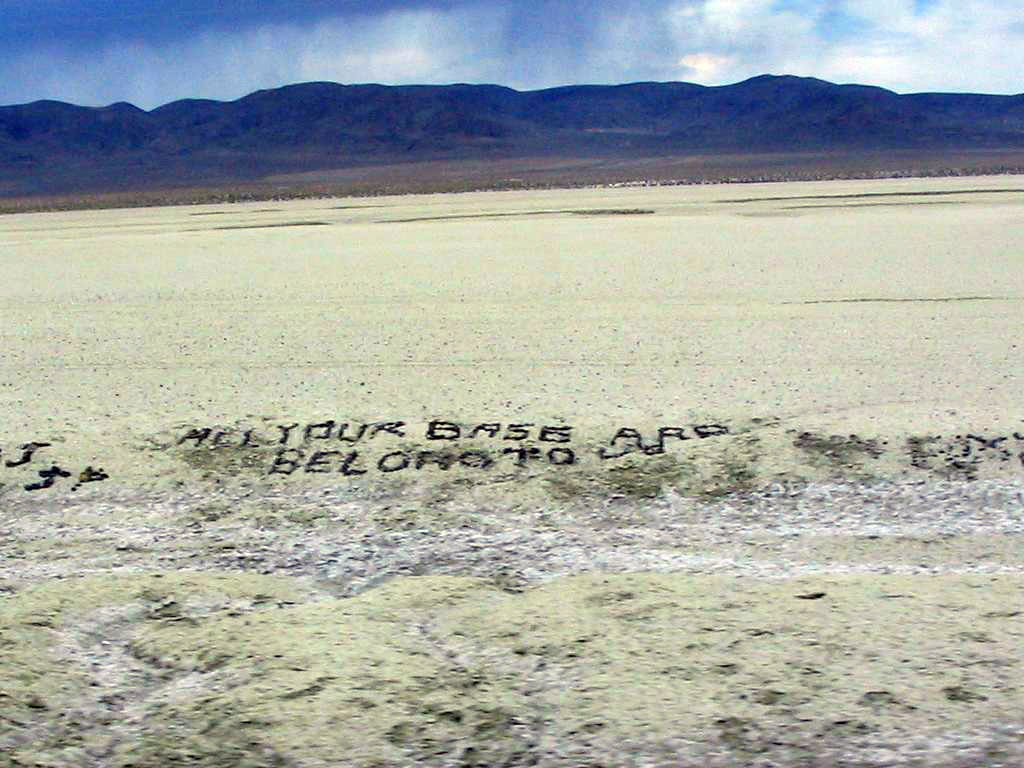
"A.Y.B.A.B.T.U." scritta su un'autostrada statunitense

Dopo i forum di "Something Awful", "all your base" e alcune altre sequenze del dialogo iniziarono ad apparire altrove in tutta la rete (per esempio in signature nei messaggi pubblicati su forum e newsgroup) e successivamente in tutto il mondo del software, da cui questo "messaggio" si è poi propagato anche all'esterno del mondo informatico. È impossibile fornire un elenco completo dei modi e dei luoghi in cui questa frase è apparsa. Tuttavia, la portata del fenomeno può essere valutata considerando anche solo una breve selezione di tali apparizioni. Evidentemente, molte di esse non possono essere rilevate in eventuali traduzioni italiane.

### Musica
- Nell'album Thought for Food dei The Books, il quinto brano si intitola All Our Base Are Belong to Them.
- Il gruppo punk Light the Fuse and Run ha pubblicato un intero album dal titolo All Your Base Are Belong to Us.
- Il video musicale di Pork and Beans dei Weezer è in parte composto da spezzoni tratti da alcuni dei video più cliccati di YouTube. In particolare, è presente il riferimento alla frase All Your Base Are Belong to Us, che viene modificata in All Your Pork and Beans Are Belong to Us!!.
- Nel video musicale di My Feelings For You di Avicii & Sebastien Drums è presente il riferimento alla frase All Your Base Are Belong to Us, che viene modificata in All Your Feelings Are Belong to Us....
- La band Aggrotech Combichrist ha pubblicato una canzone nel loro terzo album What the Fuck Is Wrong With You chiamata All your bass are belong to us.

### Televisione
- Il 26 febbraio 2004 il gruppo di hacker TheWolfWeb sfruttò una procedura riservata alle emergenze meteo (in cui gli utenti potevano mandare segnalazioni di eventuali problemi) per mandare il messaggio in onda in televisione, nei titoli correnti normalmente dedicati alle ultime notizie sul canale televisivo News 14 Carolina. Oltre a questa frase vennero trasmessi alcuni insulti, termini inappropriati e rivendicazioni in l33t[4].
- Nell'episodio della terza stagione La macchina del Se Fossi 2 di Futurama, gli invasori spaziali provenienti dal pianeta Nintendu 64 esclamano "all your base are belong to us!", qui tradotto erroneamente come "Tutti i vostri laser appartengono a noi!".
- In un episodio del quiz televisivo Who Wants to Be a Millionaire? (versione americana di Chi vuol essere milionario?), venne proposta una domanda fornendo come risposte possibili: "a) all b) your c) base d) belong". La stessa cosa accadde anche in un altro quiz televisivo americano, The Chair (con John McEnroe). Le domande, nei due casi, erano diverse.[senza fonte]
- Nel pilot della versione americana del telefilm IT Crowd la frase "All Your Base Are Belongs 2 Us" appare su un poster alle spalle di Joel McHale.
- Nell'episodio 10 della prima stagione della serie televisiva svedese Äkta människor al minuto 04:35 l'hubot vìola la password "aybabtu!" di un computer.

### Cinema
- In una delle scene tagliate del film Waking Life, apparse poi nell'edizione in DVD, la frase appare sul display dell'orologio digitale del protagonista.
- La scritta "All your base are belong to us" è presente sotto forma di graffito all'interno della Game Central di Ralph Spaccatutto.

### Letteratura e arte
- Nel romanzo Iron Sunrise di Charles Stross, un capitolo si intitola Set us up the bomb.
- L'artista newyorkese Brian Alfred, nella sua mostra del 2004 alla Max Protecht Gallery, ha proposto un'opera intitolata All your base are belong to us.

### Elettronica
- Il videoregistratore TiVo mostra il messaggio easter egg "All your tuners are belong: to US" se si premono determinati tasti.

### Internet
- Uno dei superbuddy di AOL esclama, talvolta, "All Your Base".
- Nel sito ufficiale di Microsoft Office, nel 2002, una delle frasi casuali pronunciate dalla icona-mascotte Clippy era "all your base are belong to us".
- Il 5 settembre 2009, nell'anniversario dei vent'anni di pubblicazione del gioco Zero Wing, il motore di ricerca Google modificò il suo logo, inserendo un ufo che rapiva la seconda O del logo stesso[5], e portando come risultato della ricerca le parole fenomeno inspiegabile. Contemporaneamente l'account Twitter dell'azienda pubblicò le cifre "1.12.12 25.15.21.18 15 1.18.5 2.5.12.15.14.7 20.15 21.19" che, se sostituite alle corrispondenti lettere dell'alfabeto, formano la frase All your O are belong to us.[6][7]

### Software e videogiochi
- In Mafia 2 nella missione "tempo speso bene" nel cortile della prigione c'è un pazzo che dice "All Your Base Are Belong To Us" poi anche "Somebody set up us the bomb".
- Il programma sequencer FL Studio contiene alcuni esempi di voce sintetizzata, uno dei quali dice "all your base are belong to us".
- Il sistema operativo YellowTab Zeta mostra la frase "You know what you doing" all'inizio di un messaggio di core dump.
- "Somebody set us up the bomb" e "All your base are belong to us" sono cheat code in diversi giochi, fra cui Warcraft III e Empire Earth.
- "All your base are belong to us" è una frase pronunciata saltuariamente da diversi personaggi dei videogiochi (tipicamente dai cattivi, in tono minaccioso): alcuni esempi sono Alien vs. Predator 2, Civilization III, Command & Conquer: Generals, Yuri's Revenge, Fallout Tactics: Brotherhood of Steel. Mega Man Battle Network, Rome: Total War, SOCOM: U.S. Navy Seals. In altri giochi i cattivi dicono frasi derivate: per esempio, "All your vegetables are belong to me" in Robopon 2.
- Ancora in Command & Conquer: Generals, il radar degli arabi dice "we get signal from anywhere", probabilmente con riferimento a un altro passaggio del dialogo di Zero Wing.
- In Auto Assault, la frase "setting up the bomb" appare talvolta come didascalia delle barre di progresso.
- In Escape Velocity Nova, navi della CATS di quando in quando appaiono nello spazio.
- In Guild Wars, una delle abilità che possono essere acquisite si chiama "for great justice".
- In Halo: Combat Evolved, la frase "all your base are belong to us" appare in piccolo sullo sfondo del menu principale
- In Leisure Suit Larry: Magna Cum Laude, durante la disinstallazione, appare una finestra pop-up con la frase "all your base are belong to us".
- In Myth III, le guardie samurai gridano "for great justice!"
- In Neopets, uno degli oggetti che si possono ottenere si chiama "U-Bend of Great Justice".
- In Spider-Man 2, il malvagio Mysterio dice "You have no chance to survive take your time" all'Uomo Ragno.
- Nella versione online di Starsiege: Tribes, quando si viene sconfitti, appare la frase "all your base are belong to <giocatore>".
- Nel gioco Tribes: Vengeance "All your base are belong to us" è una frase standard che si può far pronunciare al proprio personaggio con una combinazioni di tasti.
- In Call of Duty: Modern Warfare 2 c'è un titolo per il callsign con la scritta "All your base".
- In Piante contro zombi uno dei livelli della modalità puzzle si chiama "All your brainz r belong to us".
- Nella man page dello sniffer ngrep compare fra le NOTES "ALL YOUR BASE ARE BELONG TO US."
- In Half-Minute Hero il capitolo "Good'Ol Days" è basato principalmente su questo meme: il boss si chiama CATS e usa le frasi più significative dell'intro di Zero Wing, alcune leggermente modificate ("I set up you the bomb", "All your color are belong to us").
- In Call of Duty: Black Ops nella mappa Moon si può sentire Takeo dire "all your base are belong to us".
- In Radical Dreamers è presente una parodia dell'introduzione di Zero Wing con le stesse frasi.
- In Fat Princess: Fistful of Cake, quando il giocatore conquista tutti gli avamposti della zona, si sente una voce di sottofondo dire "All your base are belong to us".
- Nel software Google Play Games è presente un easter egg che fa apparire la scritta "All your game are belong to us".
- In Tropico 4, quando i ribelli mettono delle bombe in un edificio a caso nell'isola e minacciano di farle esplodere, il loro messaggio dice "We set you up the bomb. All your building are belong to us. What you say?"
- in Mutant Blob Attack si può vedere la scritta "all your beer are belong to as" all'inizio del primo livello chiamato college, in un poster attaccato al muro in fondo.
- In Age of Mythology, pubblicato da Microsoft games, l'unità "orso laser" (ottenibile tramite cheat) ha come descrizione "Tutte le tue basi ci appartengono."
- In FNaF World in Foxy.Exe, se il giocatore perdeva, appare la faccia di Withered Foxy che dice "All Your Bases are Belongs to Us".
- In Ghostbusters: Il videogioco, su un libro all'entrata di una cripta nel livello del cimitero è scritto: "All your souls are belong to us".

### Altre apparizioni
- Nel gioco di carte Munchkin Fu, una delle carte rappresenta uno stereotipo di guerrigliero asiatico, con la didascalia "all your base are belong to us".
- Il 1º aprile 2003 a Sturgis, nel Michigan, sette adolescenti piazzarono per tutta la città cartelli con la scritta "all your base are belong to us. You have no chance to survive make your time", a titolo di pesce d'aprile. A causa della guerra in Iraq, lo scherzo fu preso piuttosto sul serio da gran parte della popolazione; il capo della polizia locale, infatti, osservò che il messaggio poteva essere interpretato come opera di terroristi.[8]
- Il messaggio è apparso in graffiti su numerose strutture negli Stati Uniti (ponti, palazzi e così via).